# Konrad von Eberbach
Konrad von Eberbach, lateinisch Conradus Eberbacensis (* unbekannt; † 18. September 1221 in Eberbach) war ein Abt und Kirchenschriftsteller. Er war zunächst Mönch in Clairvaux, wurde ab dem 1. Mai 1221 Abt des Klosters Eberbach und starb im selben Jahr.

## Leben
Konrad war spätestens seit 1169 in Clairvaux; wann er nach Eberbach kam, ist unbekannt. Es ist anzunehmen, dass er einen großen Teil seines Exordium Cisterciense in Clairvaux schrieb, Teile davon aber in Eberbach abschloss.
Das Exordium ist ein Erbauungsbuch, das sich die Anfänge und Blütezeit des Zisterzienserordens in Clairvaux zum Thema macht. Konrad berichtet darin über eine Vielfalt von charakteristischen Ereignissen im Leben des Klosters, darunter die Ermordung des Abtes Gerhard I. Das Buch gehört zu den wirkungsvollsten Beispielen der monastischen Exempel-, Mirakel- und Visionsliteratur des Mittelalters. Andere Vertreter dieser Literaturgattung sind Caesarius von Heisterbach und Engelhard von Langheim.
In der Geschichte der christlichen Spiritualität fand das Buch weitere Verbreitung durch den Zisterzienserorden aber auch in der niederländischen Devotio moderna des 15. Jahrhunderts.

## Zitat
Pour s’initier au milieu cistercien et à son esprit, il est indispensable de se familiariser avec un document de toute première valeur, l’Exordium magnum Ordinis Cisterciensis. (Étienne Gilson)

## Übersetzungen
- Heinz Piesik: Exordium Magnum Cisterciense oder Bericht vom Anfang des Zisterzienserordens von Conradus Eberbacensis, 2 Bände (Bücher 1–3 und 4–6), Quellen und Studien zur Zisterzienserliteratur. Veröffentlichungen der Zisterzienserakademie Bände 3 und 5, Bernardus, Langwaden 2000 und 2002, ISBN 3-934551-17-3 und ISBN 3-934551-57-2.